# Бурлацкое (Ставропольский край)
Бурла́цкое — село в составе Благодарненского городского округа Ставропольского края России.

## География
Село расположено на правом берегу реки Мокрая Буйвола.
Расстояние до краевого центра — 131 км.
Расстояние до районного центра — 17 км.

## Варианты названия
В справочнике А. И. Твалчрелидзе «Ставропольская губерния в статистическом, географическом, историческом и сельскохозяйственном отношениях» за 1897 год указано, что своё наименование «село получило от яра, названного „Бурлацким“, находящегося близ села, в котором, по преданию, скрывались беглые крестьяне, спасавшиеся от воинской повинности и помещиков и промышлявшие воровством и грабежами (на местном наречии слово „бурлак“ очень близко к понятиям: вор, бродяга, бездомовник)». Кроме того, автор отмечает, что село «некоторое время именовалось Новомитрофановским» — по имени святого Митрофания (в его честь в конце 1847 года здесь был построен молитвенный дом). В других источниках также встречаются названия «отсёлок Бурлацкий» и «хутор Новомитрофановский».
А. Ф. Рязанов в книге «Благодарненцы в XVIII—XIX веках» обращает внимание на тот факт, что данное селение образовано «в смежном участке с Бурлацкой горой», наименование которой связывалось с названием «одного из ногайских племён, кочевавших здесь». Племя бурлак (бодрак, бадрак) в частности описано в «Этнической истории ногайцев» Р. Х. Керейтова: «представителей этого племени мы видим в XIX — начале XX века и среди ногайцев Северного Причерноморья, и среди ногайцев Северо-Западного Прикаспия…». Из того же источника следует, что на территории Ставропольского края нынешние «представители племени бодрак живут в Нефтекумском районе в аулах Тукуй-Мектеб, Махмуд-Мектеб, Каясула…».

## История
Согласно «Энциклопедическому словарю Ставропольского края» Бурлацкое «основано в 1830 году как хутор Новомитрофановский переселенцами из одноимённого села Воронежской губернии». В «Календаре государственных праздников Российской Федерации, памятных дат и знаменательных событий Ставропольского края за 2011 год» значится другая дата — 1836 год, а в «Статистико-географическом путеводителе по Ставропольской губернии» И. В. Бентковского указано, что село образовано в 1838 году. В соответствии со справочником «Административно-территориальное устройство Ставрополья с конца XVIII века по 1920 год», в «архивных документах за 1846 г. село определено как „вновь учреждаемое“. В документах 1852 г. имеются сведения об отс. Бурлацком от с. Сотниковского».
По сведениям А. И. Твалчрелидзе земельный участок, где впоследствии возникло Бурлацкое, в 1830 году был взят в аренду пятигорскими купцами Рыбинцевым, Черешневым и Востриковым для занятия скотоводством. Позднее к ним присоединились скотовладельцы Ипполитов, Давыдов и Иосифов. Этими лицами был устроен хутор, куда в 1836 году прибыло 30 семей переселенцев из Воронежской губернии, построивших себе саманные дома на берегу Мокрой Буйволы. В течение последующих десяти лет здесь поселилось ещё несколько десятков семей, перебравшихся из Воронежской и Харьковской губерний. В 1838 году хутор получил надельную землю и был преобразован в село. По сведениям Н. Т. Михайлова в 1830—1837 годах на данной территории существовали сразу несколько хуторов (образованных упомянутыми выше арендаторами-скотопромышленниками и крестьянами-переселенцами), которые с получением надела в 1838 году «переименовались в село».
На 1873 год село входило в Благодарненскую волость.
В 1900 году Новогригорьевский уезд был переименован в Благодарненский (Благодаринский) в связи с перенесением уездного центра в село Благодарное. В начале XX века в Благодарненском уезде было 3 стана. Село Сотниковское относилось к 1-му стану:9.
В 1902 году в Бурлацком проживало 3702 человека. Количество надельной земли составляло 12 265 десятин (из них под посевами — 9227 десятин); количество голов крупного рогатого скота — 3106, овец — 8290:15. По данным за 1903 год, в селе было 507 дворов с населением 3844 человека. Общая площадь земельных наделов, находившихся в распоряжении жителей, составляла 12 220 казённых десятин. Крупного рогатого скота числилось 2840 голов, мелкого рогатого скота — 7401, лошадей — 1201. В населённом пункте функционировали одноклассное училище Министерства народного просвещения, церковно-приходское одноклассное училище, 2 ветряные и 3 водяные мельницы, овчиноделательная фабрика, кирпичный завод, 2 маслобойни, 8 торговых предприятий:26—27.
В 1918 году на Ставрополье начался процесс коллективизации, не получивший достаточного развития из-за гражданской войны. После окончательного установления советской власти в регионе стали создаваться коммуны и артели, организуемые бывшими красноармейцами. В 1920 году в селе Бурлацком были образованы сельскохозяйственные товарищества «Братство» и «Дружба», в 1921 году — артель «Красная Звезда», в 1924 году — машинное товарищество «Красный Пахарь».
На 1 марта 1966 года село было административным центром Бурлацкого сельсовета и единственным населённым пунктом в его составе:9.
До 2017 года село образовывало упразднённое сельское поселение село Бурлацкое.

## Население
| 1881  | 1897  | 1902  | 1903  | 1908  | 1924  | 1989  |
| ----- | ----- | ----- | ----- | ----- | ----- | ----- |
| 1833  | ↗3149 | ↗3702 | ↗3835 | ↗4249 | ↘3100 | ↘2926 |
| 2002  | 2010  | 2012  | 2013  | 2014  | 2015  | 2016  |
| ↗3573 | ↘3274 | ↘3253 | ↘3226 | ↘3202 | ↘3194 | ↘3174 |
| 2017  | 2021  | 2023  |       |       |       |       |
| ↗3193 | ↘3110 | ↗3123 |       |       |       |       |

Национальный состав
По итогам переписи населения 2010 года проживали следующие национальности (национальности менее 1 %, см. в сноске к строке «Другие»):
| Национальность | Численность | Процент |
| -------------- | ----------- | ------- |
| Русские        | 2636        | 80,51   |
| Турки          | 349         | 10,66   |
| Даргинцы       | 57          | 1,74    |
| Цыгане         | 55          | 1,68    |
| Армяне         | 44          | 1,34    |
| Азербайджанцы  | 35          | 1,07    |
| Другие         | 98          | 2,99    |
| Итого          | 3274        | 100,00  |

## Инфраструктура
- Администрация села Бурлацкое
- Дом культуры
- Сбербанк, Доп. офис № 1860/011
- Плотина в восточной части села
- К югу от центра села расположены 2 открытых кладбища — Старое и Новое (общая площадь 63 тыс. м²)[41].

## Образование
- Детский сад № 19
- Детский сад № 20
- Средняя общеобразовательная школа № 10. Открыта 1 августа 1967 года[42]

## Русская православная церковь
Церковь Святителя Митрофана Воронежского чудотворца. Построена в 1995 году.
Ранее была Митрофановская церковь. Здание каменное без колокольни. В 1877 построена как молитвенный дом. В 1846 году тщанием прихожан построена новая церковь. Здание каменное с колокольней. Храм освящен 4 мая 1878 года в честь свт. Митрофана чудотворца.

## Памятники
- Братская могила 11 красных партизан, погибших в годы гражданской войны[44]
- Братская могила 12 красных партизан, погибших в годы гражданской войны[45]
- Памятник В. И. Ленину[46]
- Памятник механизаторам колхоза «Волна революции», проложившим первую борозду[47]
- Памятник воинам-односельчанам, погибшим в годы Великой Отечественной войны 1941—1945 гг.[48]

## Известные жители
В Бурлацком родился Герой Российской Федерации Д. М. Лисицкий (1974—2023).